# Kvárta Mátyás
Kvárta Mátyás, más néven Kvartam, 2007 óta űzi a freestyle labdarúgást. Kiskorában rendszeresen járt focizni, mellette pedig művészeti tanulmányait folytatta.
Végül így alakult ki benne a trükkök kreálása iránti vágy.

## Életpályája
Alsópáhokon nőtt fel, ahol gyerekkorában a művészet és a nagy pályás foci iránt rajongott, Ronaldinho iránti rajongásának köszönhetően ismerkedett meg a freestyle labdarúgás világával.
A világhálón Kvartam néven ismert sportoló 2007-ben kezdte el a sportot. Első sikere egy 2009-ben megrendezett internetes freestyle-foci-versenyen való dobogós[pontosabban?] helyezése volt.
2011-ben első helyen végzett a magyar bajnokságban, és a „Stylball” az év trükkje elnevezésű nemzetközi versenyeken is első helyezett volt.
Az ezt követő lelkesedés számos hazai és nemzetközi eredményt hozott számára, többek között egy Európa-bajnoki harmadik és egy világbajnoki második helyezést.
2017-ben Barcelonában megrendezésre került Play Like a Pelé nevezetű versenyen Pelétől vehette át a torna legjobb freestylerének járó díjat.
Eredményein kívül leginkább a saját trükkjeiről és a kreatív mozdulatairól ismert a freestyle közösségben.[forrás?]